# Óxido de cloro(III)
El óxido de cloro(III), o Trióxido de dicloro, antiguamente denominado anhídrido cloroso, es un compuesto químico cuya fórmula molecular es Cl2O3
 Es un sólido de color marrón oscuro descubierto en el año 1971, y tiene la cualidad de ser altamente explosivo, incluso por debajo de los 0 °C (273,15 K) de temperatura.
Posee una masa molar de 118,9042 g/mol.